# Narciso (liberto)
Tiberio Claudio Narciso (I secolo); ... – 54) fu un liberto con l'incarico di reggere la segreteria e la corrispondenza imperiale (praepositus ab epistulis) dell'imperatore Claudio.

## Biografia
Narciso approfittò del suo incarico per accumulare ingenti ricchezze e per esercitare una notevole influenza sulla politica su Claudio, questo ebbe anche effetti positivi (aumento delle opere pubbliche).
Fece ottenere al futuro imperatore, Vespasiano, il comando della legio II Augusta in Germania nel 41.
Coinvolto negli intrighi di corte prima favorì Messalina, poi la mandò alla morte denunciando una presunta congiura e ottenendo dall'imperatore come ricompensa gli ornamenti da questore (48 d.C.).
Nel 43 fu inviato in Gallia con l'incarico di accelerare le operazioni di imbarco delle truppe dirette in Britannia.
Contrario al matrimonio tra Agrippina minore e Claudio fu in urto con lei e con il suo liberto Pallante suo devoto sostenitore 
Ancora nel 52 fu appaltatore insieme a Pallante, un altro liberto di Claudio, della grande galleria che avrebbe dovuto far defluire le acque della palude che si trovava nella piana del Fucino onde poterla bonificare. L'opera non riuscì, una prima volta perché la galleria era troppo alta e non permise alle acque di defluire, una seconda volta, al contrario, le acque uscirono con eccessiva violenza tanto da travolgere le persone riunite per assistere alla conclusione della grande opera ingegneristica.
La proclamazione di Nerone a imperatore fu contrastata da Narciso in nome dei diritti di Britannico e in seguito alla morte di Claudio nel 54, Narciso rimase in balia degli avversari e arrestato si suicidò.